# Албертов, Марк Егорович
Марк Егорович Албертов (?—?) — русский военачальник, генерал-майор.
Участвовал в подавлении польского мятежа 1830—1831 годов.

## Биография
Дата рождения и вступления в военную службу — неизвестны.
Служил в армейской пехоте, в отставке находился с 1837 года.
Люблинский гражданский губернатор с 1837 по  1851 годы.
Плоцкий губернатор по 1857 год.
Чины: офицер (1815), полковник (1827), генерал-майор (1838).

### Семья
- Был женат, дети:
  - Константин Маркович — действительный статский советник,
  - Леонид Маркович — полковник,
  - Георгий Маркович — полковник.

## Награды
- Награждён орденом Св. Георгия 4-й степени (№ 9932; 26 ноября 1856).
- Также награждён орденами Св. Анны 2 степени, императорская корона к ордену Св. Анны 2 степени, Св. Владимира 3 степени и «Виртути Милитари» 3-й степени.